# Brajići (Foča, BiH)
Brajići su naseljeno mjesto u općini Foča, Republika Srpska, BiH. Daytonskim sporazumom naselje Brajići našlo se u dva entiteta, pa u Federaciji BiH postoje Brajići (Foča-Ustikolina, BiH).
U sklopo Brajića su Haluge koje su bile popisane kao samostalno naselje na popisu 1961., a na kasnijim popisima ne pojavljuju se, jer je 1962. pripojeno ondašnjem naselju Brajićima (Sl.list NRBiH, br.47/62). koje je Daytonskim sporazumom podijeljeno, a Haluge su se našle u dijelu Brajića koji su u Republici Srpskoj.

## Stanovništvo
| Narod     | Popis 1961. | Popis 1971. | Popis 1981. | Popis 1991. | Popis 2013. |
| --------- | ----------- | ----------- | ----------- | ----------- | ----------- |
| Hrvati    |             |             |             |             |             |
| Muslimani | 5           | 30          | 25          | 23          |             |
| Srbi      | 213         | 210         | 149         | 99          |             |
| ostali    |             |             | 1           |             |             |
| Ukupno    | 218         | 240         | 175         | 122         | 37          |